# 旋轉角度

從黑線到綠線的旋轉角度是60°，從黑線到藍線的旋轉角度是210°，從綠線到藍線的旋轉角度是210°- 60°= 150°。

旋轉方向

旋轉角度（Angle of rotation）是對圍繞一固定點（通常是圓心）旋轉量（即角度）的度量。是極坐標系和三角學的基本元素。

## 特性
如果旋轉角度表示為AOR()
- {\displaystyle AOR(360a+b)=AOR(b)}適用於所有整數 a 和實數值 b。